# Despenalización de la homosexualidad en Colombia
La despenalización de la homosexualidad en Colombia es un hito histórico en la lucha por los derechos LGBT en el país. Antes de esta medida, las relaciones sexuales entre personas del mismo sexo eran ilegales y castigadas con prisión. Sin embargo, a través de avances legales y activismo social, Colombia logró abolir estas leyes discriminatorias, garantizando la igualdad y el respeto a la diversidad sexual. Desde la despenalización en 1980, los derechos LGBT en Colombia han progresado considerablemente. Sentencias judiciales han otorgado a las parejas del mismo sexo registradas los mismos derechos y beneficios que las parejas heterosexuales, incluyendo pensión, seguridad social y propiedad. Hasta que en 2016, la Corte Constitucional legalizó el matrimonio entre personas del mismo sexo, convirtiendo a Colombia en el cuarto país sudamericano en hacerlo. 

## Antecedentes

### 1500 - 1600

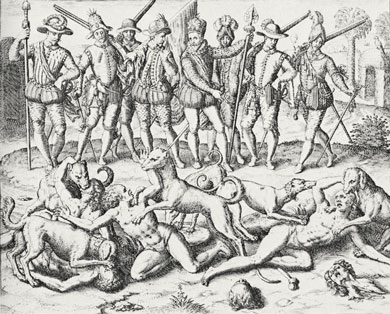
Ejecución de Vasco Nuñez con sus perros, representada por Theodor de Bry

En 1513, durante una expedición en América, Vasco Núñez de Balboa utilizó la violencia contra los nativos americanos cerca del Tapón del Darién, justificándolo con la excusa de que eran homosexuales. 

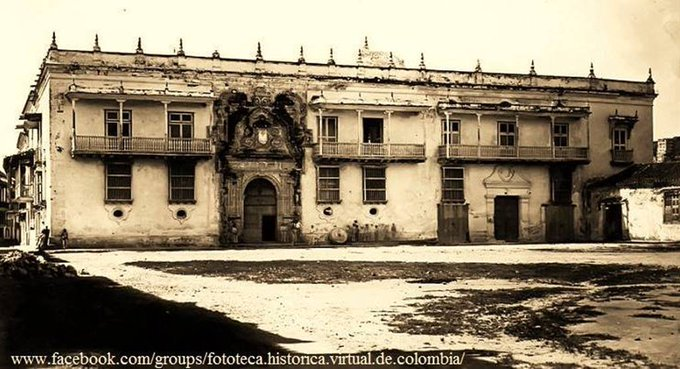
Palacio de la Inquisición (Cartagena de Indias) en 1875

En 1610, se inauguró el tribunal de la Inquisición española en Cartagena, que tenía la autoridad para aplicar la pena de muerte en casos de sodomía, es decir, relaciones homosexuales masculinas. Bajo la Inquisición, se produjo represión y persecución basadas en la orientación sexual.

### 1890 - 1936
En el contexto histórico de Colombia, desde la independencia de las colonias españolas hasta la codificación de las normas penales y la evolución de las actitudes hacia la homosexualidad en el país, se observa que durante el siglo XIX no se penalizaban las relaciones homoeróticas, aunque existían delitos relacionados con la "corrupción de menores y alcahuetas". Sin embargo, en el Código Penal de 1890 se introdujo un artículo que castigaba las relaciones homosexuales consensuales.

### 1936 - 1980
Durante el siglo XX en Colombia, se desarrolló un proceso de creación y medicalización del concepto de homosexualidad, en el cual la medicina, la psiquiatría y los juristas desempeñaron un papel fundamental. Estos actores presentaron al "homosexual" como un individuo con un defecto debido a su inclinación erótica y su desviación de los roles de género impuestos por el patriarcado. Aunque inicialmente se buscaba liberar a los homosexuales de los castigos legales, esta institución también generó homofobia y control sobre sus vidas y deseos mediante tecnologías que regulaban y disciplinaban su existencia. Además, la religión cristiana tuvo una influencia significativa, al considerar las prácticas homoeróticas como pecaminosas.

#### Normativa
La norma vigente en Colombia entre 1936 y 1980, penalizaba el "acceso carnal homosexual". El dispositivo de sexualidad, respaldado por el Código Penal, estaba respaldado por una tecnología jurídico-legal. La Comisión encargada de redactar el Código Penal de 1936 incluyó el delito de "acceso carnal homosexual", aunque hubo discusiones sobre su inclusión.
El debate se centró en si el homosexualismo entre adultos debía considerarse inmoral pero no un delito, o si debía ser penalizado porque atentaba contra la moral y la sociedad. Finalmente, el Código Penal de 1936 incluyó el artículo 323 que penalizaba el "acceso carnal homosexual" con una pena de seis meses a dos años de prisión, aplicable a personas mayores de dieciséis años.
El artículo solo se refería al acceso carnal entre hombres, excluyendo las relaciones lésbicas y el acceso carnal heterosexual por vía anal. Esto se basaba en una definición social de los órganos sexuales y en la idea de proteger la masculinidad hegemónica.
A medida que se generaba más discurso y se desarrollaba la doctrina legal, surgieron críticas hacia el inciso 2º del artículo:

El que ejecute sobre el cuerpo de una persona mayor de diez y seis años un acto erótico-sexual, diverso del acceso carnal, empleando cualquiera de los medios previstos en los artículos 317 y 320, estará sujeto a la pena de seis meses a dos años de prisión.
En la misma sanción incurrirán los que consumen el acceso carnal homosexual, cualquiera que sea su edad. (Código Penal, 1937)

Argumentando que no estaba justificado penalizar el homoerotismo. La ciencia médica había presentado nuevos conceptos que liberaban a las personas que practicaban el homoerotismo de cualquier castigo legal, considerándolas sujetos médicos y no criminales.

## Proceso de despenalización
El proceso de despenalización de la homosexualidad en Colombia fue gradual y se logró a través de una serie de medidas legales y decisiones judiciales.

### 1980: Legislación contra la discriminación
En 1980, se modificó el Código Penal de Colombia para despenalizar la actividad homosexual consensuada. Antes de esto, la actividad homosexual era castigada con hasta 15 años de prisión. La edad de consentimiento en Colombia también se igualó a los 14 años, independientemente del género y/u orientación sexual.

### 1991: Inclusión de la no discriminación en la Constitución

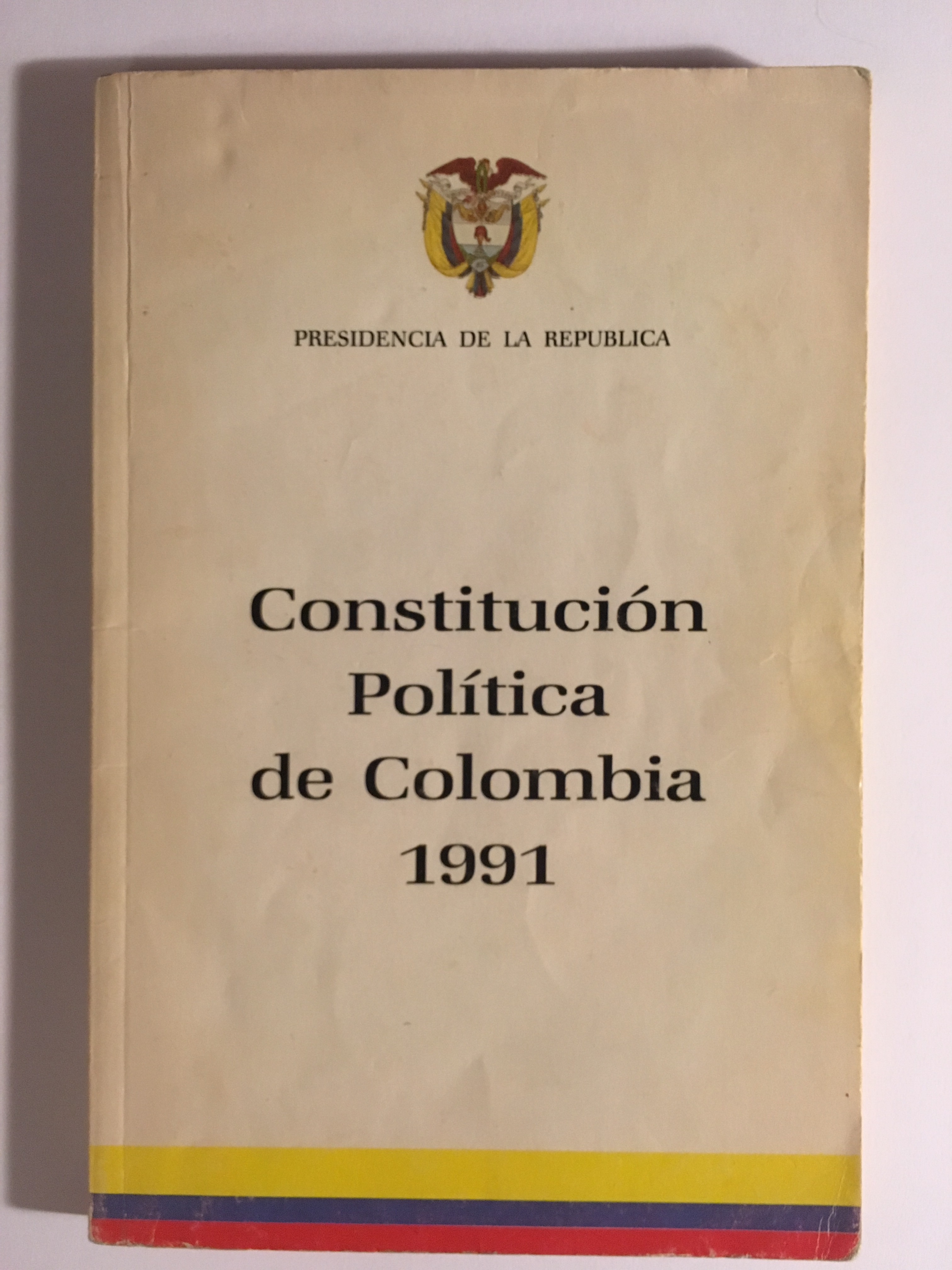
La Constitución de Colombia de 1991, introdujo cambios en el reconocimiento de ciudadanos sin distinción de sexo

La Constitución de 1991 fue un hito en la historia de Colombia, ya que incluyó disposiciones que protegían la igualdad y la no discriminación por orientación sexual en el Artículo 13. Esto sentó las bases para futuros avances en la protección de los derechos LGBT+.

Artículo 13. Todas las personas nacen libres e iguales ante la ley, recibirán la misma protección y trato de las autoridades y gozarán de los mismos derechos, libertades y oportunidades sin ninguna discriminación por razones de sexo, raza, origen nacional o familiar, lengua, religión, opinión política o filosófica.
El Estado promoverá las condiciones para que la igualdad sea real y efectiva y adoptará medidas en favor de grupos discriminados o marginados.
El Estado protegerá especialmente a aquellas personas que por su condición económica, física o mental, se encuentren en circunstancia de debilidad manifiesta y sancionará los abusos o maltratos que contra ellas se cometan.
Artículo 16. Todas las personas tienen derecho al libre desarrollo de su personalidad sin más limitaciones que las que imponen los derechos de los demás y el orden jurídico.

El establecer en la Constitución de 1991 los principios fundamentales de igualdad y libre desarrollo de la personalidad, sin discriminación por orientación sexual, significó un impacto social en el país en torno a la penalización a la homosexualidad. Estos avances constitucionales reconocieron la igualdad de todas las personas y rompieron con estigmas y prejuicios hacia la comunidad LGBT. Aunque hubo necesidad de decisiones judiciales posteriores para garantizar plenamente los derechos de esta población, la despenalización sentó las bases para el acceso a derechos como el patrimonio, la pensión y la salud.

## Impacto
La despenalización de la homosexualidad en Colombia ha tenido un impacto significativo en la sociedad. Ha contribuido a la visibilidad y aceptación de las personas LGBT+ y ha promovido la igualdad y el respeto hacia ellas. Además, ha sentado un precedente importante para otros países de América Latina en la lucha por los derechos LGBT+.